# Xanthorhoe pantoea
Xanthorhoe pantoea är en fjärilsart som beskrevs av Turner 1908. Xanthorhoe pantoea ingår i släktet Xanthorhoe och familjen mätare. Inga underarter finns listade i Catalogue of Life.